# إريك جوهانس
اريك جوهانس (بالإنجليزية: Eric Johannes) هو لاعب بولينغ جنوب أفريقي، ولد في 6 يوليو 1962.

## روابط خارجية
- إريك جوهانس على موقع اتحاد ألعاب الكومنولث (مؤرشف) (الإنجليزية)
- إريك جوهانس على موقع دورة ألعاب الكومنولث 2006 (مؤرشف) (الإنجليزية)